# Mission Bend
Mission Bend è un census-designated place degli Stati Uniti d'America situato nella contea di Fort Bend dello Stato del Texas.
La popolazione era di 36.501 persone al censimento del 2010. È situata nella giurisdizione extraterritoriale di Houston.

## Geografia fisica
Mission Bend è situata a 29°41′37″N 95°39′42″W (29.693667, -95.661721), 4 miglia (6 km) a nord ovest del municipio di Sugar Land e 20 miglia (32 km) a sud-ovest del centro di Houston.
Secondo lo United States Census Bureau, ha un'area totale di 4,9 miglia quadrate (12,6 km²), di cui 4,9 miglia quadrate (12,6 km²) di terreno e 0,039 miglia quadrate (0,1 km²), o 0,41%, d'acqua.

## Società

### Evoluzione demografica
Secondo il censimento del 2000, c'erano 30.831 persone, 8.978 nuclei familiari e 7.864 famiglie residenti nella città. La densità di popolazione era di 5.900,1 persone per miglio quadrato (2.276,1/km²). C'erano 9.202 unità abitative a una densità media di 1,761.0/sq mi (679,3/km²). La composizione etnica della città era formata dal 46,32% di bianchi, il 21,50% di afroamericani, lo 0,31% di nativi americani, il 16,96% di asiatici, lo 0,08% di isolani del Pacifico, il 10,63% di altre razze, e il 4,20% di due o più etnie. Ispanici o latinos di qualunque razza erano il 27,06% della popolazione.
C'erano 8.978 nuclei familiari di cui il 55,7% aveva figli di età inferiore ai 18 anni, il 70,5% erano coppie sposate conviventi, il 12,5% aveva un capofamiglia femmina senza marito, e il 12,4% erano non-famiglie. Il 9,5% di tutti i nuclei familiari erano individuali e l'1,1% aveva componenti con un'età di 65 anni o più che vivevano da soli. Il numero di componenti medio di un nucleo familiare era di 3,43 e quello di una famiglia era di 3,67.
La popolazione era composta dal 33,7% di persone sotto i 18 anni, l'8,1% di persone dai 18 ai 24 anni, il 32,9% di persone dai 25 ai 44 anni, il 21,4% di persone dai 45 ai 64 anni, e il 3,9% di persone di 65 anni o più. L'età media era di 32 anni. Per ogni 100 femmine c'erano 97,2 maschi. Per ogni 100 femmine dai 18 anni in giù, c'erano 92,2 maschi.
Il reddito medio di un nucleo familiare era di 60.222 dollari, e quello di una famiglia era di 60.999 dollari. I maschi avevano un reddito medio di 39.323 dollari contro i 31.119 dollari delle femmine. Il reddito pro capite era di 20.029 dollari. Circa il 4,5% delle famiglie e il 5,7% della popolazione erano sotto la soglia di povertà, incluso il 7,5% di persone sotto i 18 anni e l'8,9% di persone di 65 anni o più.